# Yevgueni Nóvikov
Yevgueni Nóvikov (19 de septiembre de 1990, Moscú) es un piloto de rally ruso que compite en el Campeonato Mundial de Rally. Debutó en el Rally de Gran Bretaña de 2007 con un Subaru Impreza WRX STi y ha corrido con varios equipos destacando el Citroën Junior Team (2009) y el M-Sport World Rally Team con el que corre desde 2011. Su mejor resultado fueron dos segundos puestos conseguidos en Portugal y Cerdeña en 2012.

## Resultados

### Campeonato Mundial de Rally
| Año  | Temporada                |                    | 1       | 2     | 3       | 4     | 5     | 6       | 7       | 8      | 9       | 10    | 11    | 12    | 13     | Pos. | Puntos |
| ---- | ------------------------ | ------------------ | ------- | ----- | ------- | ----- | ----- | ------- | ------- | ------ | ------- | ----- | ----- | ----- | ------ | ---- | ------ |
| 2012 | M-Sport World Rally Team | Ford Fiesta RS WRC | MON 5   | SWE 5 | MEX Ret | POR 2 | ARG 8 | GRE Ret | NZL 4   | FIN 36 | DEU Ret | GBR 6 | FRA 7 | ITA 2 | ESP 10 | 6.º  | 88     |
| 2013 | M-Sport World Rally Team | Ford Fiesta RS WRC | MON Ret | SWE 9 | MEX 10  | POR 4 | ARG 4 | GRE 9   | ITA Ret | FIN 6  | DEU 10  | AUS 7 | FRA 5 | ESP 5 | GBR    | 8.º  | 67     |